# Phyllomimus temnophylloides
Phyllomimus temnophylloides är en insektsart som först beskrevs av Heinrich Hugo Karny 1924.  Phyllomimus temnophylloides ingår i släktet Phyllomimus och familjen vårtbitare. Inga underarter finns listade i Catalogue of Life.